# Canton de Quimperlé
Le canton de Quimperlé est une circonscription électorale française située dans le département du Finistère et la région Bretagne.

## Histoire
- Le canton de Quimperlé a été créé en 1790[1].

- De 1833 à 1848, les cantons de Quimperlé, d'Arzano et de Pont-Aven avaient le même conseiller général. Le nombre de conseillers généraux était limité à 30 par département[5].

- Un nouveau découpage territorial du Finistère entre en vigueur à l'occasion des élections départementales de mars 2015, défini par le décret du 13 février 2014[4], en application des lois du 17 mai 2013 (loi organique 2013-402 et loi 2013-403)[6]. Les conseillers départementaux sont, à compter de ces élections, élus au scrutin majoritaire binominal mixte. Les électeurs de chaque canton élisent au Conseil départemental, nouvelle appellation du Conseil général, deux membres de sexe différent, qui se présentent en binôme de candidats. Les conseillers départementaux sont élus pour 6 ans au scrutin binominal majoritaire à deux tours, l'accès au second tour nécessitant 12,5 % des inscrits au 1er tour. En outre la totalité des conseillers départementaux est renouvelée. Ce nouveau mode de scrutin nécessite un redécoupage des cantons dont le nombre est divisé par deux avec arrondi à l'unité impaire supérieure si ce nombre n'est pas entier impair, assorti de conditions de seuils minimaux[7]. Dans le Finistère, le nombre de cantons passe ainsi de 54 à 27. Le nombre de communes du canton de Quimperlé passe de 5 à 11.

- Le nouveau canton de Quimperlé est formé de communes des anciens cantons d'Arzano (4 communes), de Quimperlé (5 communes) et de Scaër (2 communes). Le canton est entièrement inclus dans l'arrondissement de Quimper. Le bureau centralisateur est situé à Quimperlé.

## Représentation

### Conseillers d'arrondissement (de 1833 à 1940)
Le canton de Quimperlé avait deux conseillers d'arrondissement.
| Période                                  | Période      | Identité                                               | Étiquette   | Qualité |
| ---------------------------------------- | ------------ | ------------------------------------------------------ | ----------- | --- |
| 1833                                     | 1839         | Guillaume-Marie Cariou (1797-1849)                     |             | Cultivateur à Clohars-Carnoët                                                                               |
| 1833                                     | 1845         | Corentin-Hyacinthe Renault                             |             | Commis greffier puis avoué, adjoint au maire de Quimperlé                                                   |
| 1839                                     | 1848         | Hippolyte Poirrier de Noisseville (1794-1878)          |             | Propriétaire à Quimperlé                                                                                    |
| 1845                                     | 1848         | Joseph François Marie Chancellay ainé (1793-1872)      |             | Négociant et propriétaire à Quimperlé                                                                       |
|                                          |              |                                                        |             | |
| 1871                                     |              | Joseph Gabriel Marie de Mauduit du Plessis (1797-1877) |             | Propriétaire, Châteaugiron de Kerbertrand, Quimperlé                                                        |
| 1871                                     |              | Alain Louis François Le Louédec (1803-1880)            |             | Médecin et chirurgien à Quimperlé                                                                           |
|                                          |              |                                                        |             | |
|                                          | 1881 (décès) | Octave Richard (1839-1881)                             |             | Notaire à Quimperlé                                                                                         |
|                                          |              |                                                        |             | |
| 1889                                     | 1892         | Pierre Audren                                          | Républicain | Propriétaire agriculteur à Locouarn, Clohars-Carnoët                                                        |
| 1892                                     | 1905 (décès) | Barthélemy Le Boédec (1856-1905)                       | Républicain | Propriétaire cultivateur à Mellac                                                                           |
| 1905                                     | 1910         | Jean Sinquin                                           | Républicain | Courtier en bestiaux à Saint-Jean, Quimperlé                                                                |
| 1910                                     | 1940         | Yves Tanguy                                            | RG-Rad.ind. | Propriétaire à Mellac                                                                                       |
| 1910                                     | 1931         | Jean-Marie Le Gall                                     | Rad.        | Agriculteur, Président de la Société d'agriculture de l'arrondissement de Quimperlé                         |
| 1931                                     | 1940         | Guillaume Bérou                                        | Rad.        | Agriculteur, conseiller municipal de Mellac                                                                 |
| 1940                                     |              |                                                        |             | Les conseils d'arrondissement ont été suspendus par la loi du 12 octobre 1940 et n'ont jamais été réactivés |
| Les données manquantes sont à compléter. |              |                                                        |             | |

### Conseillers généraux de 1833 à 2015
| Période | Période      | Identité                               | Étiquette             | Qualité |
| ------- | ------------ | -------------------------------------- | --------------------- | --- |
| 1833    | 1845 (décès) | Joseph Fortuné Cuny                    | Droite Monarchiste    | Avocat, avoué, maire de Quimperlé (1812-1815, 1830-1834) Député en 1815 |
| 1845    | 1848         | Louis Paul Achille Guilhem (1808-1880) | Droite Monarchiste    | Maître des requêtes au Conseil d'État en service ordinaire, ancien député (1839-1842)                                                                                              |
| 1848    | 1877         | Louis Marie du Couëdic                 | Droite Monarchiste    | Propriétaire Maire de Quimperlé Député (1849-1851 et 1857-1870) |
| 1877    | 1889         | Léon Paul Lorois                       | Droite Monarchiste    | Propriétaire à Clohars-Carnoët Député (1877-1878 et 1885-1889) |
| 1889    | 1891 (décès) | Yves Marie Tallec (1846-1891)          |                       | Propriétaire cultivateur Adjoint au maire de Mellac |
| 1892    | 1901         | Sosthène David (1845-1927)             | Républicain           | Ingénieur agronome, Tréméven Juge de paix à Arzano |
| 1901    | 1931         | Jules Le Louédec                       | Républicain puis Rad. | Avocat Député (1909-1914 et 1928-1930) Sénateur (1930-1931) Conseiller municipal de Quimperlé                                                                                      |
| 1931    | 1937         | Jean-Marie Le Gall                     | Rad.                  | Président de la Société d'agriculture de l'arrondissement de Quimperlé |
| 1937    | 1940         | Alain-Paul Le Louédec                  | Rad.ind.              | Cadre Maire de Quimperlé (1934-1948) |
|         |              |                                        |                       | |
| 1943    | 1945         | Jean Guerlesquin (1896-1953)           | ?                     | Industriel Conseiller municipal de Quimperlé Nommé conseiller départemental en 1943                                                                                                |
|         |              |                                        |                       | |
| 1945    | 1958         | Alain-Paul Le Louédec                  | UDSR                  | Ancien résistant, Maire de Quimperlé (1934-1948) |
| 1958    | 1960 (décès) | Julien Le Grévellec (1892-1960)        | SFIO                  | Cultivateur Maire de Clohars-Carnoët (1945-1960) |
| 1960    | 1976 (décès) | Jean Charter (1906-1976)               | DVG                   | Cultivateur-exploitant Maire de Quimperlé (1960-1969) |
| 1976    | 2008         | Louis Le Pensec                        | PS                    | Enseignant (faculté des sciences économiques de Rennes) et conseil d'entreprises Député (1973-1997) Sénateur (1998-2008) Maire de Mellac (1971-1997) Ministre (entre 1981 et 1998) |
| 2008    | 2015         | Michaël Quernez                        | PS                    | Permanent politique Vice-président du conseil général du Finistère (depuis 2008) Maire de Quimperlé (depuis 2014)                                                                  |

### Conseillers départementaux depuis 2015
| Période élective | Période élective | Mandat | Mandat   | Identité         | Nuance | Nuance | Qualité |
| ---------------- | ---------------- | ------ | -------- | ---------------- | ------ | ------ | --- |
| 2015             | 2021             | 2015   | 2021     | Anne Maréchal    |        | PS     | Professeur des écoles adjointe au maire de Clohars-Carnoët                                                                    |
| 2015             | 2021             | 2015   | 2021     | Michaël Quernez  |        | PS     | Maire de Quimperlé (depuis 2014) 1er Vice-président Président de la Commission Insertion, emploi, développement, attractivité |
| 2021             | 2028             | 2021   | en cours | Anne Maréchal    |        | PS     | Conseillère sortante |
| 2021             | 2028             | 2021   | en cours | Bernard Pelleter |        | PS     | Retraité de l'enseignement, ancien maire de Mellac                                                                            |

### Résultats détaillés

#### Élections de mars 2015
Lors des élections départementales de 2015, le binôme composé de Anne Maréchal et Michaël Quernez (PS) est élu au 1er tour avec 52,23% des suffrages exprimés, devant le binôme composé de Pierre Couëdelo et Christine Favennec (Union de la Droite) (27,52%). Le taux de participation est de 52,4 % (12 952 votants sur 24 717 inscrits) contre 51,11 % au niveau départementalet 50,17 % au niveau national.

#### Élections de juin 2021
Le premier tour des élections départementales de 2021 est marqué par un très faible taux de participation (33,26 % au niveau national). Dans le canton de Quimperlé, ce taux de participation est de 35,79 % (9 088 votants sur 25 392 inscrits) contre 35,55 % au niveau départemental. À l'issue de ce premier tour, deux binômes sont en ballottage : Anne Marechal et Bernard Pelleter (Union à gauche, 41,86 %) et Serge Nilly et Françoise-Marie Stritt (Union au centre et à droite, 21,23 %).
Le second tour des élections est marqué une nouvelle fois par une abstention massive équivalente au premier tour. Les taux de participation sont de 34,36 % au niveau national, 36,76 % dans le département et 36,42 % dans le canton de Quimperlé. Anne Marechal et Bernard Pelleter (Union à gauche) sont élus avec 60,8 % des suffrages exprimés (5 184 voix pour 9 249 votants et 25 395 inscrits),,. 

## Composition

### Composition avant 2015

Situation du canton de Quimperlé dans le département du Finistère avant 2015.

Le canton de Quimperlé regroupait cinq communes.
| Nom                   | Code Insee | Codepostal | Superficie (km2) | Population (dernière pop. légale) | Densité (hab./km2) |
| --------------------- | ---------- | ---------- | ---------------- | --------------------------------- | ------------------ |
| Quimperlé (chef-lieu) | 29233      | 29300      | 31,73            | 12 052 (2012)                     | 380                |
| Baye                  | 29005      | 29300      | 7,29             | 1 137 (2012)                      | 156                |
| Clohars-Carnoët       | 29031      | 29360      | 34,83            | 4 106 (2012)                      | 118                |
| Mellac                | 29147      | 29300      | 26,38            | 2 764 (2012)                      | 105                |
| Tréméven              | 29297      | 29300      | 15,42            | 2 282 (2012)                      | 148                |

### Composition à partir de 2015
Le canton de Quimperlé comprend désormais onze communes entières.
| Nom                               | Code Insee | Intercommunalité        | Superficie (km2) | Population (dernière pop. légale) | Densité (hab./km2) | Modifier                                    |
| --------------------------------- | ---------- | ----------------------- | ---------------- | --------------------------------- | ------------------ | ------------------------------------------- |
| Quimperlé (bureau centralisateur) | 29233      | CA Quimperlé Communauté | 31,73            | 12 444 (2022)                     | 392                | modifier les données · modifier les données |
| Arzano                            | 29002      | CA Quimperlé Communauté | 34,04            | 1 440 (2022)                      | 42                 | modifier les données · modifier les données |
| Baye                              | 29005      | CA Quimperlé Communauté | 7,29             | 1 363 (2022)                      | 187                | modifier les données · modifier les données |
| Clohars-Carnoët                   | 29031      | CA Quimperlé Communauté | 34,83            | 4 701 (2022)                      | 135                | modifier les données · modifier les données |
| Guilligomarc'h                    | 29071      | CA Quimperlé Communauté | 22,75            | 804 (2022)                        | 35                 | modifier les données · modifier les données |
| Locunolé                          | 29136      | CA Quimperlé Communauté | 16,78            | 1 166 (2022)                      | 69                 | modifier les données · modifier les données |
| Mellac                            | 29147      | CA Quimperlé Communauté | 26,38            | 3 371 (2022)                      | 128                | modifier les données · modifier les données |
| Querrien                          | 29230      | CA Quimperlé Communauté | 54,01            | 1 654 (2022)                      | 31                 | modifier les données · modifier les données |
| Rédené                            | 29234      | CA Quimperlé Communauté | 24,49            | 2 999 (2022)                      | 122                | modifier les données · modifier les données |
| Saint-Thurien                     | 29269      | CA Quimperlé Communauté | 21,41            | 1 005 (2022)                      | 47                 | modifier les données · modifier les données |
| Tréméven                          | 29297      | CA Quimperlé Communauté | 15,42            | 2 378 (2022)                      | 154                | modifier les données · modifier les données |
| Canton de Quimperlé               | 2925       |                         | 289,13           | 33 325 (2022)                     | 115                | modifier les données                        |

## Démographie

### Démographie avant 2015
| 1962   | 1968   | 1975   | 1982   | 1990   | 1999   | 2006   | 2011   | 2012   |
| ------ | ------ | ------ | ------ | ------ | ------ | ------ | ------ | ------ |
| 17 314 | 17 486 | 18 028 | 19 084 | 19 589 | 19 960 | 20 346 | 22 320 | 22 341 |

### Démographie depuis 2015
En 2022, le canton comptait 33 325 habitants, en évolution de +4,7 % par rapport à 2016 (Finistère : +2,16 %, France hors Mayotte : +2,11 %).
| 2013   | 2018   | 2022   |
| ------ | ------ | ------ |
| 31 335 | 32 285 | 33 325 |